# Central Board of Film Certification
 (décembre 2023).
 (décembre 2023).
La mise en forme du texte ne suit pas les recommandations de Wikipédia : il faut le « wikifier ».
Les points d'amélioration suivants sont les cas les plus fréquents. Le détail des points à revoir est peut-être précisé sur la page de discussion.
- Les titres sont pré-formatés par le logiciel. Ils ne sont ni en capitales, ni en gras.
- Le texte ne doit pas être écrit en capitales (les noms de famille non plus), ni en gras, ni en italique, ni en « petit »…
- Le gras n'est utilisé que pour surligner le titre de l'article dans l'introduction, une seule fois.
- L'italique est rarement utilisé : mots en langue étrangère, titres d'œuvres, noms de bateaux, etc.
- Les citations ne sont pas en italique mais en corps de texte normal. Elles sont entourées par des guillemets français : « et ».
- Les listes à puces sont à éviter, des paragraphes rédigés étant largement préférés. Les tableaux sont à réserver à la présentation de données structurées (résultats, etc.).
- Les appels de note de bas de page (petits chiffres en exposant, introduits par l'outil «  Source ») sont à placer entre la fin de phrase et le point final[comme ça].
- Les liens internes (vers d'autres articles de Wikipédia) sont à choisir avec parcimonie. Créez des liens vers des articles approfondissant le sujet. Les termes génériques sans rapport avec le sujet sont à éviter, ainsi que les répétitions de liens vers un même terme.
- Les liens externes sont à placer uniquement dans une section « Liens externes », à la fin de l'article. Ces liens sont à choisir avec parcimonie suivant les règles définies. Si un lien sert de source à l'article, son insertion dans le texte est à faire par les notes de bas de page.
- La présentation des références doit suivre les conventions bibliographiques. Il est recommandé d'utiliser les modèles {{Ouvrage}}, {{Chapitre}}, {{Article}}, {{Lien web}} et/ou {{Bibliographie}}. Le mode d'édition visuel peut mettre en forme automatiquement les références.
- Insérer une infobox (cadre d'informations à droite) n'est pas obligatoire pour parachever la mise en page.

Pour une aide détaillée, merci de consulter Aide:Wikification.
Si vous pensez que ces points ont été résolus, vous pouvez retirer ce bandeau et améliorer la mise en forme d'un autre article.

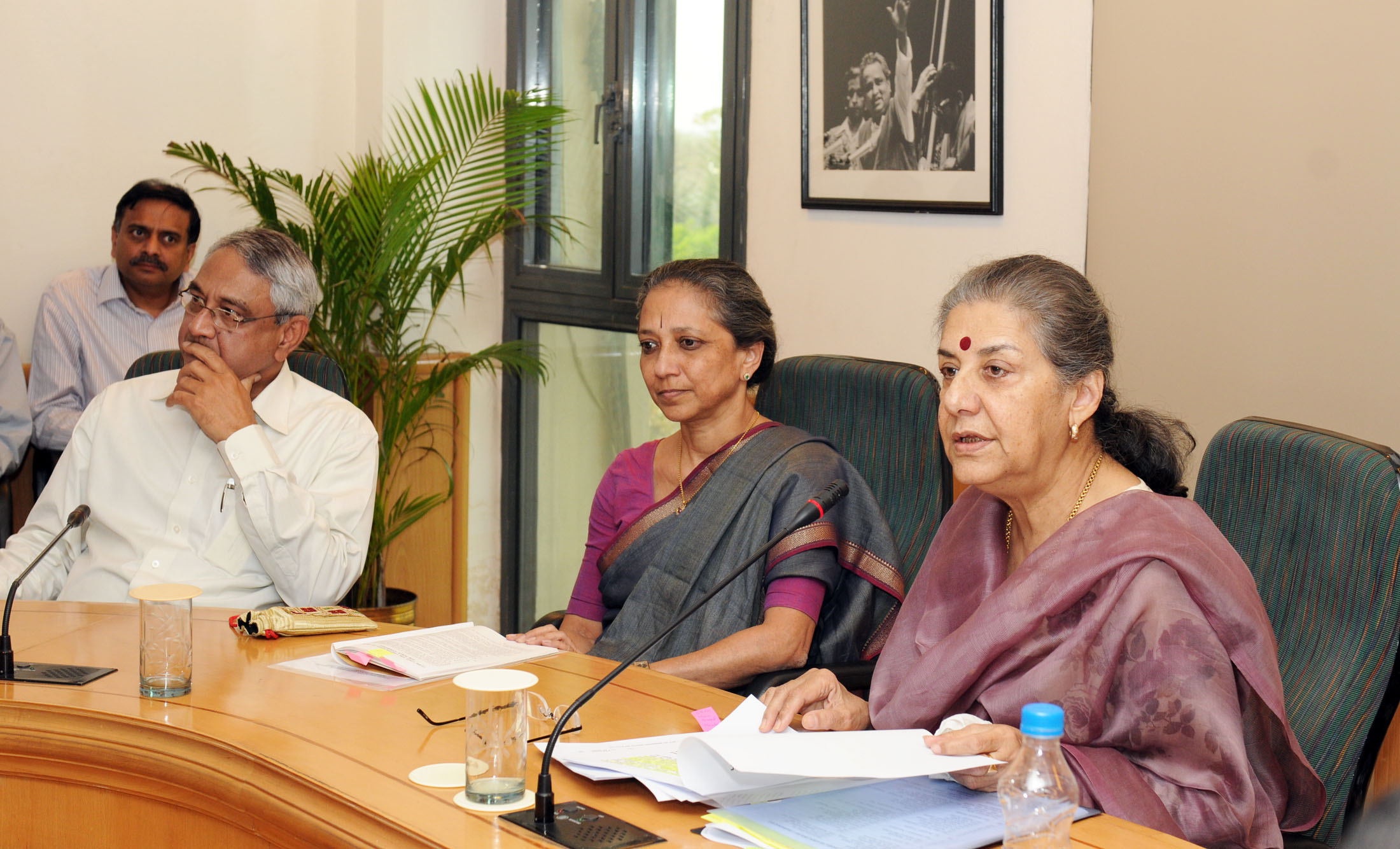
Mme Leela Samson présidente du CBFC et la ministre de l'information et de la radiodiffusion de l'Union, Mme Ambika Soni, à New Delhi le 1er avril 2011 lors d'un meeting du CBFC.

Le Central Board of Film Certification ou CBFC (hindi : কেন্দ্রীয় চলচ্চিত্র অনুমোদন পর্ষদ) est l'office de régulation et de classification cinématographique en inde. Il dépend du Gouvernement indien et est basé à Mumbai. Son examen et son approbation sont nécessaires à la diffusion de tous les films indiens (fictions, documentaires, publicité, etc.) tant dans les salles que sur le petit écran. Son estampille sous forme d'un certificat en forme de tableau blanc rédigé en hindi précède tout film diffusé en Inde (indien ou étranger, peu importe sa langue ou celle de son public), y compris sur les DVD, mentionnant son classement, et donc autorisant tel ou tel public (mais il n'y a aucune mention ou icône sur les affiches ou les DVD).
Le producteur Pahlaj Nihalani en est l'actuel président, succédant à la danseuse Leela Samson.
Il existe plusieurs catégories de films : 
- U (Unrestricted Public Exhibition) pour les films familiaux. Les films avec la certification U sont adaptés à une exposition publique illimitée et sont adaptés aux familles. Ces films peuvent contenir des thèmes universels comme l'éducation, la famille, le drame, la romance, la science-fiction, l'action, etc. Maintenant, ces films peuvent également contenir une légère violence, mais cela ne devrait pas être prolongé. Il peut également contenir des scènes sexuelles légères (sans aucune trace de nudité ou de détail sexuel).
- U/A (Unrestricted Public Exhibition - With Parental Guidance), avec accord parental pour les moins de 7/13/16 ans, contenant des scènes ou des paroles équivoques. Les films avec la certification U/A peuvent contenir des thèmes adultes modérés, qui ne sont pas de nature forte et peuvent être regardés par un enfant sous la direction de ses parents. Ces films contiennent une violence modérée à forte, des scènes sexuelles modérées (des traces de nudité et des détails sexuels modérés peuvent être trouvés), des scènes effrayantes ou un langage abusif en sourdine.
- A (Adult Only), Les films avec la certification A sont disponibles pour une exposition publique, mais avec une restriction aux adultes. Ces films peuvent contenir une violence brutalement forte, des scènes sexuelles fortes, un langage abusif fort (mais les mots qui insultent ou dégradent les femmes ou tout groupe social ne sont pas autorisés), et même certains thèmes controversés et adultes considérés comme inadaptés aux jeunes téléspectateurs. Ces films sont souvent re-certifiés avec V/U et V/UA pour la télévision et le visionnage vidéo, ce qui ne se produit pas dans le cas des films certifiés U et U/A.
- S (Specialised Audience), rare et réservé à des professionnels, tels les médecins, etc.

De des trois ratings, U et U/A sont seulement consultatifs ratings, et portent aucun effet juridique. Seulement A rating interdit une certaine partie de la population de regarder le film. Les sellers de billets dans les salles de cinéma ont un droit légal de vérifier l'identité d'une personne qui souhaite regarder un film Rated A pour assurer la conformité juridique.
D'après la Cour suprême de l'Inde, la censure est une exigence éthique de protection de la population :

« Film censorship becomes necessary because a film motivates thought and  action and assures a high degree of attention and retention as compared to the printed word. The combination of act and speech, sight and sound in semi darkness of the theatre with elimination of all distracting ideas will have a strong impact on the minds of the viewers and can affect emotions. Therefore, it has as much potential for evil as it has for good  and has an equal potential to instill or cultivate violent or good behaviour. It cannot be equated with other modes of communication. Censorship by prior restraint is, therefore, not only desirable but also necessary »

.